# Miracles
«Miracles» (з англ. Дива) — пісня британського поп-гурту Pet Shop Boys. У 2003 році вона вийшла синглом, який досяг десятого місця в британському музичному чарті. 
Один із бісайдів до синглу — пісня «We're The Pet Shop Boys» — гурт посвятив сам собі : один із куплетів композиції повністю складається із назв пісень Pet Shop Boys.

## Список композицій

### CD
1. «Miracles» (3:57)
2. «We're The Pet Shop Boys» (4:36)

### 12"
1. «Miracles» (Extended Mix) (5:42)
2. «Miracles» (Lemon Jelly Remix) (6:39)
3. «Transparent» (3:50)

## Найвищі позиції у чартах
| Країна          | Місце |
| --------------- | ----- |
| Ізраїль         | 2     |
| Чехія           | 3     |
| Іспанія         | 4     |
| Данія           | 5     |
| Велика Британія | 10    |
| Німеччина       | 20    |
| Швеція          | 34    |
| Італія          | 47    |
| Австралія       | 76    |
| Франція         | 81    |
| Швейцарія       | 97    |